# Rio da Casca
Rio da Casca är ett vattendrag i Brasilien.   Det ligger i delstaten Mato Grosso, i den centrala delen av landet, 900 km väster om huvudstaden Brasília.

Omgivningarna runt Rio da Casca är huvudsakligen savann. Runt Rio da Casca är det mycket glesbefolkat, med 3 invånare per kvadratkilometer.

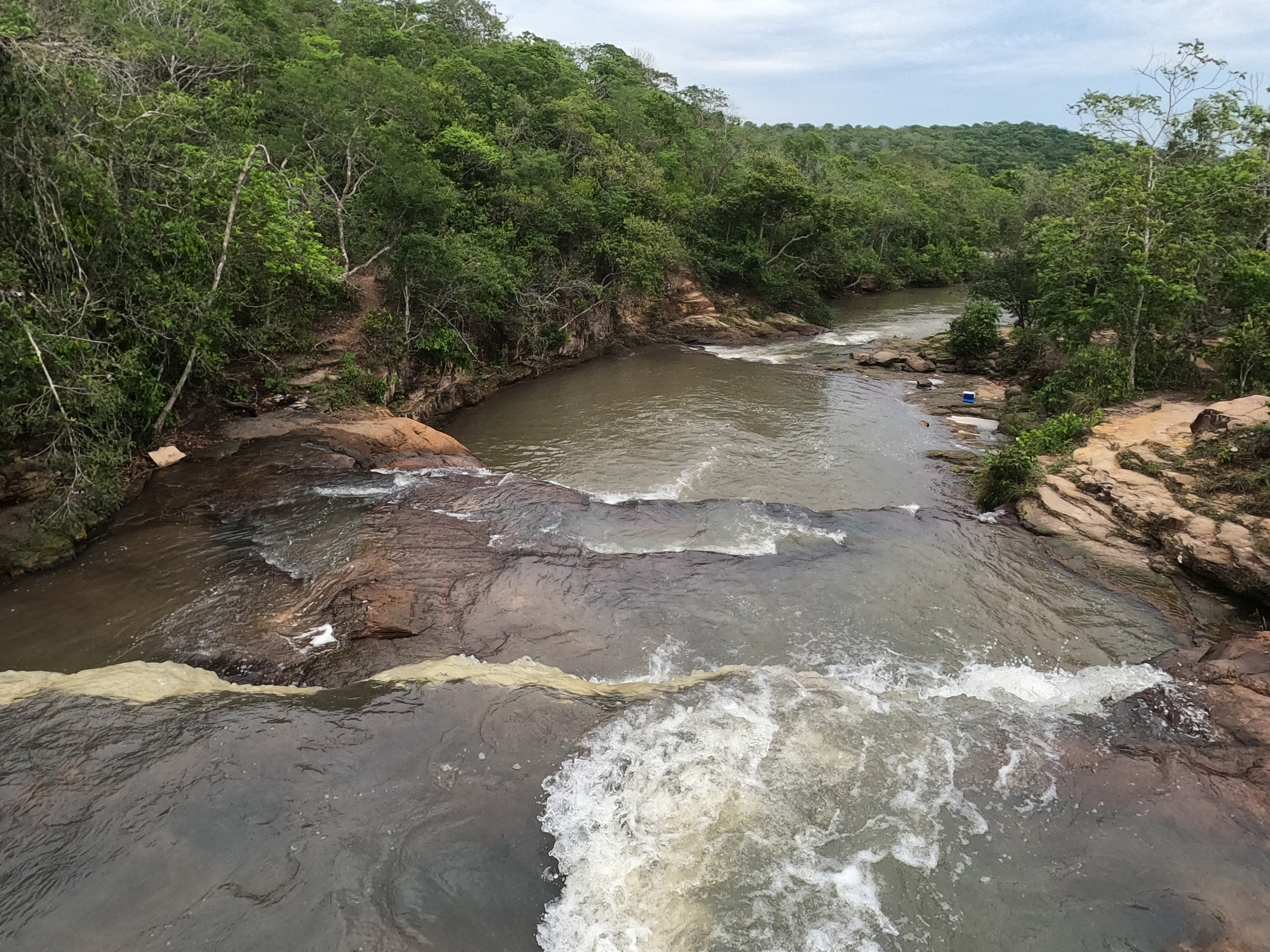
Rio da Casca